# Thanatodictya tillyardi
Thanatodictya tillyardi är en insektsart som beskrevs av Myers 1923. Thanatodictya tillyardi ingår i släktet Thanatodictya och familjen Dictyopharidae. Inga underarter finns listade i Catalogue of Life.